# Salvatore Campochiaro
Salvatore Campochiaro (Catania, 23 gennaio 1893 – Catania, 7 novembre 1983) è stato un attore italiano.

## Biografia
Siciliano, dopo una lunga gavetta teatrale debutta negli anni quaranta come attore cinematografico nel film di Luigi Chiarini La bella addormentata. Ha poi diversi ruoli in alcuni importanti film di Luigi Zampa. La sua carriera di caratterista prosegue fino al 1981, due anni prima della sua morte.

## Filmografia
- La bella addormentata, regia di Luigi Chiarini (1942)
- Dagli Appennini alle Ande, regia di Flavio Calzavara (1943)
- Anni difficili, regia di Luigi Zampa (1947)
- Anni facili, regia di Luigi Zampa (1953)
- Questa è la vita, episodio La patente, regia di Luigi Zampa (1954)
- Accadde al penitenziario, regia di Giorgio Bianchi (1955)
- La moglie è uguale per tutti, regia di Giorgio Simonelli (1955)
- Totò e Marcellino, regia di Antonio Musu (1958)
- Carosello di canzoni (1958)
- I baccanali di Tiberio (1960)
- Il vigile, regia di Luigi Zampa (1960)
- L'onorata società, regia di Riccardo Pazzaglia (1961)
- Una vita difficile, regia di Dino Risi (1961)
- Dieci italiani per un tedesco (Via Rasella), regia di Filippo Walter Ratti (1962)
- Due samurai per 100 geishe, regia di Giorgio Simonelli (1962)
- Due mafiosi nel Far West, regia di Giorgio Simonelli (1964)
- Il compagno don Camillo, regia di Luigi Comencini (1965)
- Uno straniero a Sacramento, regia di Sergio Bergonzelli (1965)
- Sette monaci d'oro, regia di Marino Girolami (1966)
- Io, io, io... e gli altri, regia di Alessandro Blasetti (1966)
- Come svaligiammo la banca d'Italia, regia di Lucio Fulci (1966)
- Io ti amo, regia di Antonio Margheriti (1968)
- Vendetta per vendetta, (1968)
- Franco e Ciccio sul sentiero di guerra, (1969)
- Il sergente Rompiglioni, regia di Pier Giorgio Ferretti  (1973)
- 4 marmittoni alle grandi manovre, regia di Marino Girolami (1974)
- La sorprendente eredità del tontodimammà, regia di Roberto Bianchi Montero (1977)
- Primo amore, regia di Dino Risi (1978)
- Sono fotogenico, regia di Dino Risi (1980)
- Il turno, regia di Tonino Cervi (1981)